# Starrkirch-Wil
Starrkirch-Wil är en ort och kommun i distriktet Olten i kantonen Solothurn, Schweiz. Kommunen har 1 956 invånare (2023).
Orten består av de tre ortsdelarna Starrkirch, Oberwil och Wil.